# Robert Henrik Rehbinder
Robert Henrik Rehbinder, född 15 juli 1777 i Pemar, död 8 mars 1841 i Sankt Petersburg, var en svenskfinsk greve och statsman.

## Biografi
Robert Henrik Rehbinder var son till majoren friherre Reinhold Johan Rehbinder, som naturaliserats som finländsk friherre, och dennes hustru Christina Margareta af Palén, en ättling till Wallenstjerna och Bureätten.
Rehbinder började sin ämbetsmannabana vid Åbo hovrätt och fortsatte den i Stockholm, där han även blev kammarjunkare vid hovet 1802. 1805 återvände han till Åbo hovrätt och utsågs 1808 till dess representant i den Finska deputationen hos Alexander I. Han vann tsarens förtroende genom sitt lugna, sansade omdöme och sitt världsmannasätt. 1809 utsågs han till medlem av kommissionen för finländska ärenden i Sankt Petersburg. Från 1811 var han föredragande för dessa ärenden hos tsaren, från 1834 med titeln ministerstatssekreterare.
Hans inflytande på gestaltningen av Finlands styrelse var stort, och han följde där grundsatsen att söka bevara det mesta möjliga av det svenska arvet. Nikolaj I underskrev vid sin tronbestigning tack vare Rehbinders inflytande en regentförsäkran till Finlands folk.
I Finlands nationalarkiv bevaras Rehbinders Souvenirs de ma vie.
Han var gift med Anna Hedenberg men fick inga barn.

## Utmärkelser
- Sankt Annas orden, andra klass,  1809[5]
- Sankt Annas orden, första klass,  1814[5]
- Sankt Vladimirs orden, andra klassen,  1817[5]
- Sankt Annas orden, första klass med briljanter,  1823[5]
- Kommendör av Nordstjärneorden,  1829[5]
- Riddare av Sankt Alexander Nevskij-orden,  1830[5]
- Sankt Alexander Nevskij-orden med diamanter,  1832[5]
- Sankt Vladimirs orden, första klassen,  1839[5]

[Redigera Wikidata]